# Aleksandar Damčevski
Aleksandar Damčevski (in macedone Александар Дамчевски?; Strasburgo, 21 novembre 1992) è un calciatore macedone con cittadinanza francese, difensore dell'Acireale.

## Caratteristiche tecniche
È un difensore centrale, in grado di agire da terzino sinistro.

## Carriera

### Club
Inizia a giocare a calcio nelle giovanili del Tolosa Fontaines, prima di proseguire la carriera in Svizzera con Lucerna II e Kriens, nelle serie minori elvetiche. Dopo aver giocato sei mesi nella massima serie bulgara con il PSFK Černomorec Burgas, il 14 luglio 2014 firma un triennale con il NAC Breda, in Eredivisie. Termina la stagione con 11 presenze. Il 7 febbraio 2016 si trasferisce in Kazakistan, accasandosi all'Atyrau.
Il 17 febbraio 2017 firma un contratto valido fino a giugno con il Mezőkövesd-Zsóry, nel campionato ungherese. Il 6 settembre 2017 viene tesserato dai ciprioti dell'Ermīs Aradippou. A questa esperienza seguono quelle in Armenia – all'Ararat-Armenia, con cui vince due campionati e una Supercoppa, esordendo anche nelle competizioni europee  – Albania e ad Hong Kong con il Kitchee.
Nel 2023 si trasferisce all'Avezzano in Serie D. Il 24 luglio 2024 viene ingaggiato dal Livorno, in Serie D. Il 22 novembre viene tesserato dall'Acireale.

### Nazionale
Ha giocato nella nazionale macedone Under-21.
Esordisce con la nazionale maggiore macedone il 30 maggio 2014 contro il Qatar in amichevole (0-0 il risultato finale), subentrando nella ripresa al posto di Boban Grnčarov. In totale conta 4 presenze con la selezione macedone.

## Statistiche

### Presenze e reti nei club
Statistiche aggiornate al 23 novembre 2024.
| Stagione              | Squadra                | Campionato            | Campionato | Campionato | Coppe nazionali | Coppe nazionali | Coppe nazionali | Coppe continentali | Coppe continentali | Coppe continentali | Altre coppe | Altre coppe | Altre coppe | Totale | Totale |
| Stagione              | Squadra                | Comp                  | Pres       | Reti       | Comp            | Pres            | Reti            | Comp               | Pres               | Reti               | Comp        | Pres        | Reti        | Pres   | Reti   |
| --------------------- | ---------------------- | --------------------- | ---------- | ---------- | --------------- | --------------- | --------------- | ------------------ | ------------------ | ------------------ | ----------- | ----------- | ----------- | ------ | ------ |
| 2012-2013             | Lucerna II             | 1L                    | 8          | 0          | -               | -               | -               | -                  | -                  | -                  | -           | -           | -           | 8      | 0      |
| 2013-gen. 2014        | Kriens                 | PL                    | 9          | 0          | -               | -               | -               | -                  | -                  | -                  | -           | -           | -           | 9      | 0      |
| gen.-giu. 2014        | PSFK Černomorec Burgas | A                     | 3+11       | 0          | CB              | 2               | 0               | -                  | -                  | -                  | -           | -           | -           | 16     | 0      |
| 2014-2015             | NAC Breda              | ED                    | 11         | 0          | CO              | 2               | 0               | -                  | -                  | -                  | -           | -           | -           | 13     | 0      |
| 2016                  | Atyrau                 | PL                    | 17+4       | 2          | CK              | 3               | 1               | -                  | -                  | -                  | -           | -           | -           | 24     | 3      |
| feb.-giu. 2017        | Mezőkövesd-Zsóry       | NB1                   | 3          | 0          | CU              | -               | -               | -                  | -                  | -                  | -           | -           | -           | 3      | 0      |
| 2017-2018             | Ermīs Aradippou        | A                     | 19+5       | 1          | CC              | 2               | 0               | -                  | -                  | -                  | -           | -           | -           | 26     | 1      |
| 2018-2019             | Ararat-Armenia         | PL                    | 19         | 0          | CA              | 1               | 0               | -                  | -                  | -                  | -           | -           | -           | 20     | 0      |
| 2019-2020             | Ararat-Armenia         | PL                    | 10         | 0          | CA              | 3               | 1               | UCL+UEL            | 0+2                | 0                  | SA          | 0           | 0           | 15     | 1      |
| 2020-2021             | Ararat-Armenia         | PL                    | 1          | 0          | CA              | 0               | 0               | UCL+UEL            | 1+0                | 0                  | SA          | 1           | 0           | 3      | 0      |
| Totale Ararat-Armenia | Totale Ararat-Armenia  | Totale Ararat-Armenia | 30         | 0          |                 | 4               | 1               |                    | 3                  | 0                  |             | 1           | 0           | 38     | 1      |
| 2021-2022             | Partizani Tirana       | KS                    | 4          | 0          | CA              | 1               | 0               | UECL               | 2                  | 0                  | -           | -           | -           | 7      | 0      |
| 2022-2023             | Bylis Ballsh           | KS                    | 31         | 1          | CA              | 3               | 0               | -                  | -                  | -                  | -           | -           | -           | 34     | 1      |
| ago.-dic. 2023        | Kitchee                | PL                    | 2          | 0          | FACup+CdL       | 0               | 0               | ACL                | 0                  | 0                  | -           | -           | -           | 2      | 0      |
| dic. 2023-2024        | Avezzano               | D                     | 13         | 0          | CI-D            | -               | -               | -                  | -                  | -                  | -           | -           | -           | 13     | 0      |
| ago.-nov. 2024        | Livorno                | D                     | 0          | 0          | CI-D            | 1               | 0               | -                  | -                  | -                  | -           | -           | -           | 1      | 0      |
| nov. 2024-2025        | Acireale               | D                     | 0          | 0          | CI-D            | -               | -               | -                  | -                  | -                  | -           | -           | -           | 0      | 0      |
| Totale carriera       | Totale carriera        | Totale carriera       | 170        | 4          |                 | 18              | 2               |                    | 5                  | 0                  |             | 1           | 0           | 194    | 6      |

### Cronologia presenze e reti in nazionale
| Cronologia completa delle presenze e delle reti in nazionale ― Macedonia | Cronologia completa delle presenze e delle reti in nazionale ― Macedonia | Cronologia completa delle presenze e delle reti in nazionale ― Macedonia | Cronologia completa delle presenze e delle reti in nazionale ― Macedonia | Cronologia completa delle presenze e delle reti in nazionale ― Macedonia | Cronologia completa delle presenze e delle reti in nazionale ― Macedonia | Cronologia completa delle presenze e delle reti in nazionale ― Macedonia | Cronologia completa delle presenze e delle reti in nazionale ― Macedonia |
| Data                                                                     | Città                                                                    | In casa                                                                  | Risultato                                                                | Ospiti                                                                   | Competizione                                                             | Reti                                                                     | Note                                                                     |
| ------------------------------------------------------------------------ | ------------------------------------------------------------------------ | ------------------------------------------------------------------------ | ------------------------------------------------------------------------ | ------------------------------------------------------------------------ | ------------------------------------------------------------------------ | ------------------------------------------------------------------------ | ------------------------------------------------------------------------ |
| 30-5-2014                                                                | Rieti                                                                    | Qatar                                                                    | 0 – 0                                                                    | Macedonia                                                                | Amichevole                                                               | -                                                                        | 46’                                                                      |
| 18-6-2014                                                                | Shenyang                                                                 | Cina                                                                     | 2 – 0                                                                    | Macedonia                                                                | Amichevole                                                               | -                                                                        |                                                                          |
| 22-6-2014                                                                | Jinan                                                                    | Cina                                                                     | 0 – 0                                                                    | Macedonia                                                                | Amichevole                                                               | -                                                                        | 84’                                                                      |
| 12-10-2014                                                               | Leopoli                                                                  | Ucraina                                                                  | 1 – 0                                                                    | Macedonia                                                                | Qual. Euro 2016                                                          | -                                                                        | 39’                                                                      |
| Totale                                                                   |                                                                          | Presenze                                                                 | 4                                                                        |                                                                          | Reti                                                                     | 0                                                                        |                                                                          |

## Palmarès

### Club

#### Competizioni nazionali
- Campionato armeno: 2

Ararat-Armenia: 2018-2019, 2019-2020
- Supercoppa d'Armenia: 1

Ararat-Armenia: 2019